# Діаманді Іхчієв
Діаманді Іхчієв (болг. Диаманди Ихчиев; нар. 8 листопада 1854, Велес — пом. 26 березня 1913, Софія) —болгарський вчений-османіст.

## Життєпис
Народився 8 листопада 1854 у Велесі, який був на той час у складі Османської імперії. Початкову освіту здобув у рідному місті, а вищу у Стамбулі.
У 1873 працював вчителем у Тиквеші, а з 1874 по 1884 — займався торгівлею у Велесі.
У 1884 оселився у столиці новоутвореного Болгарського князівства і працював юристом в Кюстенділі і Софії. У 1885 став секретарем регіонального уряду в Враці. У 1890–1895 і 1910–1911 був турецьким перекладачем у Міністерстві закордонних справ.
Помер в Софії в 1913.